# برج نارجوس
برج نارجوس كان برج برانيًّا في مدريد. وتوجد بقاياه على طول السور الإسلامي القديم لمدينة مدريد، بناه الأندلسيون. يقع في 83 شارع مايور، بجوار جسر سيغوفيا الذي يصل إلى شارع سيغوفيا. وكان منفصلًا عن الجدار نفسه، لكنه كان متصلًا به من خلال جدار آخر. وكان بمثابة برج مراقبة وطالعة.

## الخلفية
كان البرج واحدًا من بين العديد من الأبراج على طول الأسوار الإسلامية في مدريد، كل منها على مسافة 20 متر (66 قدم) بينهما. ظلت قائمة حتى القرن التاسع عشر. وصفها المؤلف ميسونرو رومانوس في القرن الثامن عشر بأنها تقع بالقرب من قصر مالبيكا، مقر إقامة ماركيزة مالبيقة في مدريد، على مياه ومنابع نهر بوزاتشو.

## طالع أيضًا
- برج العظام
- أسوار مدريد الإسلامية